# کاواکامی، اوکایاما (مانیوا)
کاواکامی، اوکایاما (مانیوا) (به لاتین: Kawakami) یک منطقهٔ مسکونی در ژاپن است که در ناحیه چوگوکو واقع شده‌است. کاواکامی ۲٬۳۷۲ نفر جمعیت دارد.

## نگارخانه

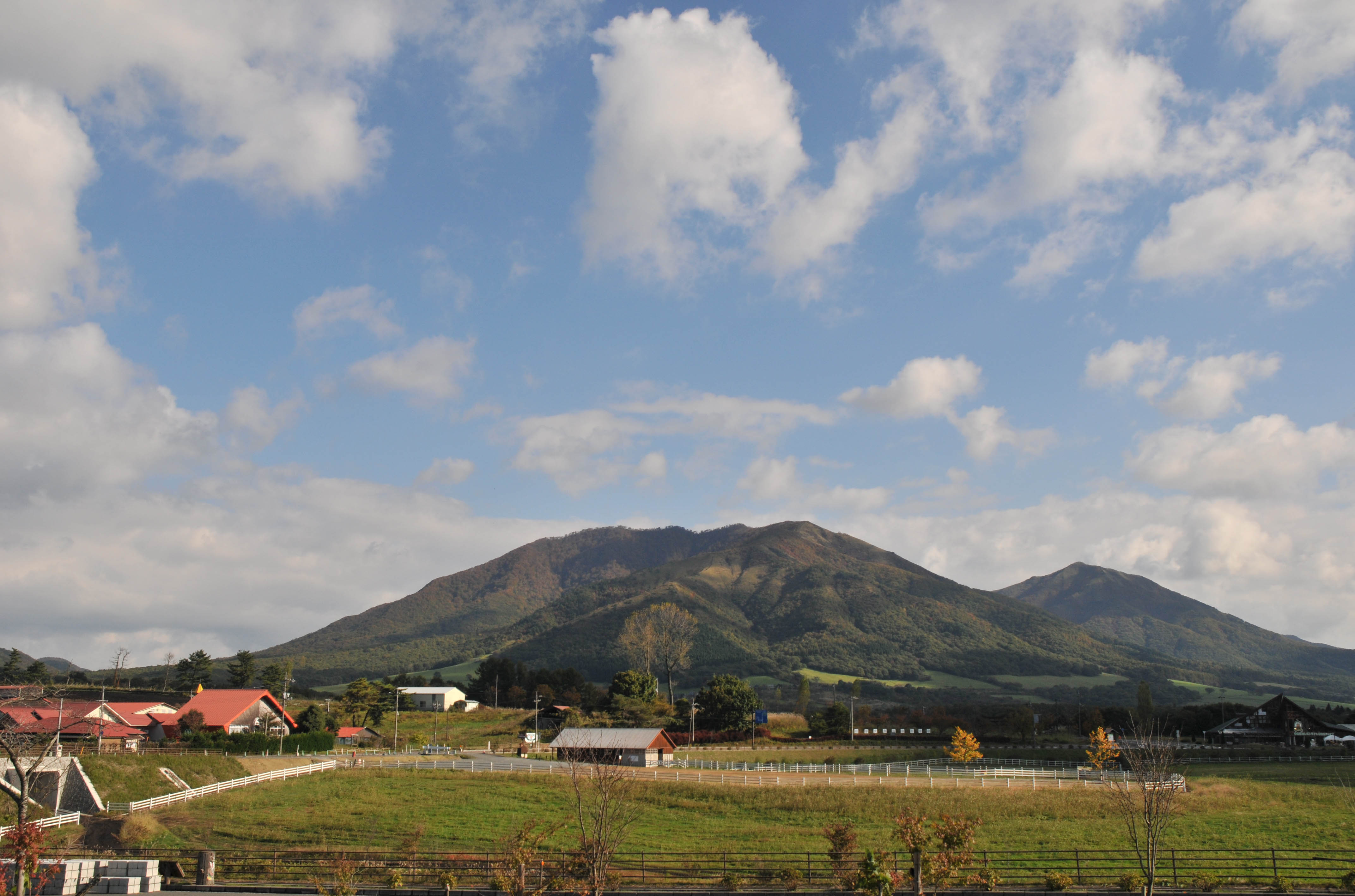
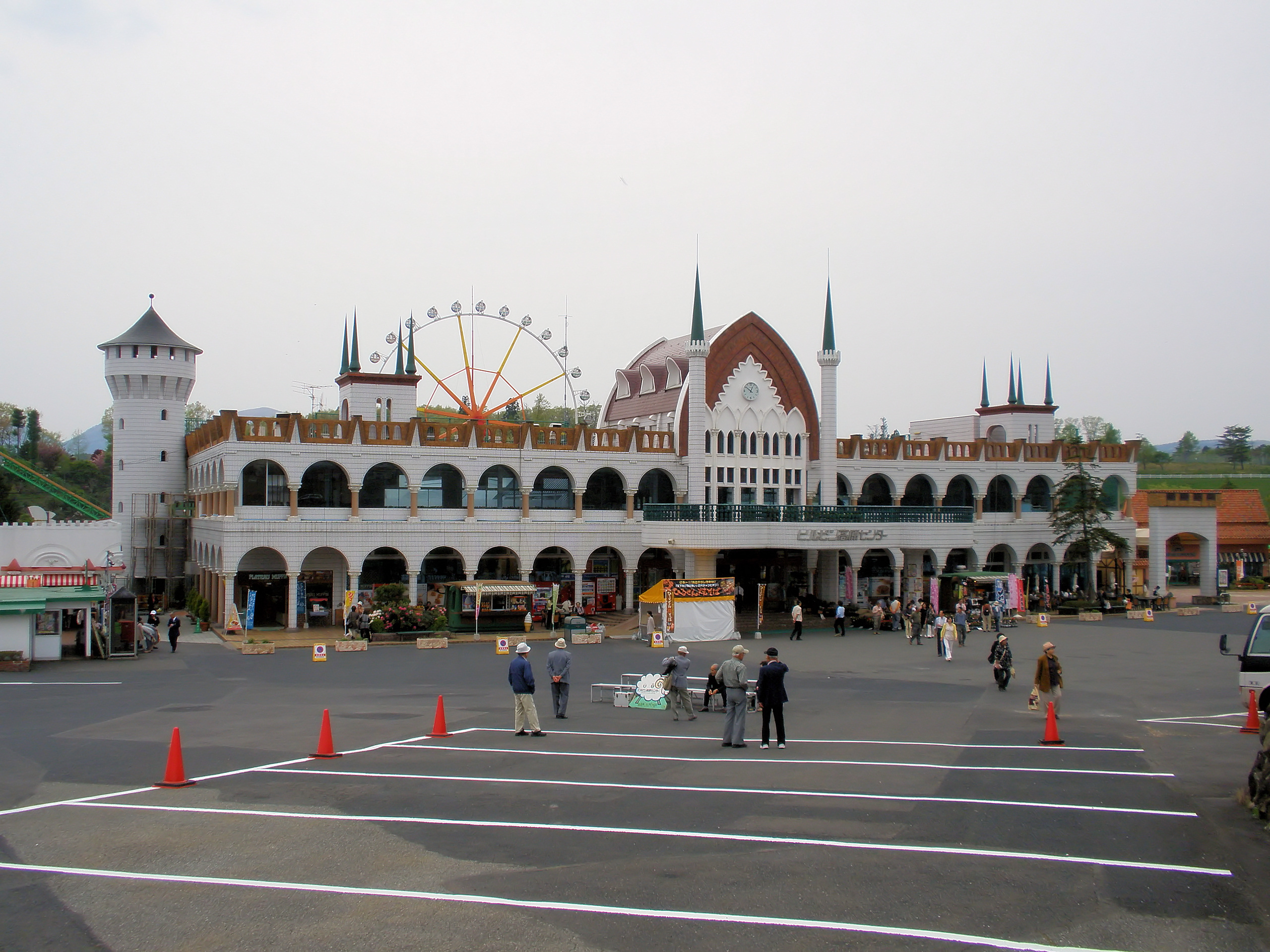